# Pulchrana banjarana
Espèce
Synonymes
- Rana banjarana Leong & Lim, 2003
- Hylarana banjarana (Leong & Lim, 2003)

Statut de conservation UICN

 NT  : Quasi menacé
Pulchrana banjarana est une espèce d'amphibiens de la famille des Ranidae.

## Répartition
Cette espèce est endémique de la péninsule Malaise. Elle se rencontre entre 700 et 1 300 m d'altitude., :
- en Malaisie péninsulaire ;
- dans l'extrême Sud de la Thaïlande.

## Description
Les mâles mesurent de 32,9 à 42,2 mm et les femelles de 40,9 à 55,0 mm.

## Publication originale
- Leong & Lim, 2003 : A new species of Rana (Amphibia: Anura: Ranidae) from the highlands of the Malay Peninsula, with diagnostic larval descriptions. Raffles Bulletin of Zoology, vol. 51, no 1, p. 115-122 (texte intégral).